# Нет времени для любви
«Нет времени для любви» — седьмой студийный альбом в дискографии уфимской группы Lumen. Записан в Уфе в 2013 году и сведён за пределами России продюсером Робом Хиллом. 

## Критика
Музыкальный критик Всеволод Баронин называет альбом показательными в стилистике русского рока. Рецензент сайта «Наш неформат» Олег Гальченко выделил в альбоме идущую первой песню «Прости» как самую характерную для группы и эмоциональную, а всё остальное описал как «почти целый час мягкой, одинаковой, гладкой полуакустической лирики, хорошо записанной, но напрочь лишенной драйва — вот и всё, что мы можем услышать дальше». Музыкальный критик Алексей Мажаев назвал альбом «спокойной философской пластинкой», также отметив, что большая часть песен однообразные и незапоминающиеся.

## Список композиций
| №   | Название              | Длительность |
| --- | --------------------- | ------------ |
| 1.  | «Прости»              | 3:31         |
| 2.  | «Сам»                 | 4:19         |
| 3.  | «Один ответ»          | 4:54         |
| 4.  | «Кроме любви»         | 3:03         |
| 5.  | «Тишина»              | 4:01         |
| 6.  | «Ангелы здесь»        | 5:06         |
| 7.  | «Игра»                | 4:24         |
| 8.  | «С тобой»             | 3:59         |
| 9.  | «Человек из прошлого» | 4:17         |
| 10. | «Нет»                 | 3:59         |
| 11. | «Молчание»            | 3:40         |
| 12. | «Радуга»              | 3:05         |
| 13. | «Кладбище кораблей»   | 5:17         |
| 14. | «В поисках счастья»   | 4:45         |
| 15. | «Новый день»          | 2:25         |